# Norden (voilier)
Pour les articles homonymes, voir Norden (homonymie).
Le Norden  est un cotre allemand à coque et pont en bois. Son port d'attache est Lübeck et est visible au Musée portuaire de Lübeck. Il est reconnaissable a sa fortune carrée décorée d'un grand cercle rouge.

## Histoire
Norden est un grand cotre norvégien, construit en bois, au chantier naval de Skånevik en 1870. Il a servi longtemps de caboteur à voiles, jusqu'en 1935, transportant courrier, bois, morue salée et divers autres frets. Il a navigué de la Baltique à l'Espagne, sur les côtes européennes. Avec la motorisation progressive des caboteurs à voiles, il a perdu sa voilure.
En 1976, racheté par des Allemands, il a changé plusieurs fois de propriétaire, mais réutilisé comme caboteur à voiles, puis transformé définitivement en voilier de plaisance.
En 1988, il a subi plusieurs restaurations. Ses marins peuvent accueillir jusqu'à 12 personnes en croisière et 30 passagers en sortie de la journée. Il est aussi utilisé pour des évènements à quai.
Il a participé de nombreuses fois au Hanse Sail de Rostock, au Semaine de Kiel. Il a aussi participé  au Brest 2004 et aux Brest 2008.